# Неоричич, Милиян
Милиян Неоричич (серб. Милијан Неоричић; 20 февраля 1922, Горобиль, Королевство сербов, хорватов и словенцев — 24 октября 2014, Белград, Сербия) — югославский сербский общественно-политический деятель, Председатель Югославского олимпийского комитета с 1960 по 1964 и мэр Белграда.

## Биография
Родился 20 февраля 1922 в Горобиле (около Пожеги). Окончил Ужицкую гимназию, учился на экономическом факультете Белградского университета. До войны состоял в революционном молодёжном движении.
На фронте Народно-освободительной войны с 1941 года, в том же году принят в Коммунистическую партию. Нёс службу в Ужицком партизанском отряде, 2-й пролетарской ударной бригаде и 4-й краинской ударной бригаде (в составе политотдела). С октября 1943 года член ЦК Союза коммунистической молодёжи Югославии. С мая 1944 года член Секретариата Центрального комитета Объединённого союза антифашистской молодёжи Югославии. Войну закончил в звании полковника запаса.
После войны работал далее в Союзе коммунистической молодёжи: секретарь Сербского покраинского комитета, руководитель Центрального вече Народной молодёжи Югославии. Окончил Высшую политическую школу. Делегат на заседании Антифашистской скупщины народного освобождения Сербии.
Состоял в Белградском горкоме Социалистического союза трудового народа. С 1961 по 1964 годы — градоначальник Белграда (глава городской скупщины). С 1960 по 1964 годы — председатель Югославского олимпийского комитета. Состоял в Союзном исполнительном вече, Союзном комитете ССРН Югославии. Также состоял в ЦК СКЮ и ЦК Союза коммунистов Сербии. Депутат Союзной скупщины СФРЮ.
Награждён рядом орденов и медалей, в том числе памятной партизанской медалью 1941 года, Орденами Братства и единства, «За заслуги перед народом» (двух степеней) и «За храбрость».